# NGC 7280
NGC 7280 este o galaxie lenticulară situată în constelația Pegas. A fost descoperită în 1784 de către William Herschel. Se află la o distanță de 24,32 de megaparseci de Pământ.